# Đồng Khánh
Đồng Khánh Đế (chữ Hán: 同慶 19 tháng 2 năm 1864 – 28 tháng 1 năm 1889), tên húy là Nguyễn Phúc Ưng Thị (阮福膺豉) và Nguyễn Phúc Ưng Đường (阮福膺禟 ), lên ngôi lấy tên là Nguyễn Phúc Biện (阮福昪), là vị hoàng đế thứ chín của nhà Nguyễn trong lịch sử Việt Nam, tại vị từ năm 1885 đến 1889.
Đồng Khánh nguyên là con nuôi của vua Tự Đức. Năm 1885, sau khi triều đình Huế bị thất bại trước quân đội Pháp trong trận Kinh thành Huế, vua Hàm Nghi và Tôn Thất Thuyết bỏ chạy ra Quảng Trị, người Pháp đã lập ông lên làm vua, lập ra chính quyền Nam triều dưới sự Bảo hộ của Pháp. Trong thời gian trị vì của ông, thực dân Pháp bắt đầu những công việc đầu tiên để thiết lập nền đô hộ kéo dài hơn 60 năm ở Bắc Kỳ và Trung Kỳ, trong khi triều đình Huế chọn lối ngoại giao hòa hoãn, tránh gây xích mích với người Pháp, đồng thời tranh thủ xây dựng và quản trị nội bộ. Đồng Khánh Đế chủ trương tiếp thu nền văn minh Pháp, dùng các mặt hàng Tây phương, cách tân và áp dụng các chính sách để nội địa hóa quản trị trong nước. Ông từng được người Pháp trao tặng Huân chương Bắc đẩu Bội tinh. 
Đầu năm 1889, Đồng Khánh nhuốm bệnh nặng và qua đời khi còn khá trẻ, chỉ trị vì được 4 năm, miếu hiệu là Cảnh Tông (景宗). Kế nhiệm ông là vua Thành Thái.

## Xuất thân
Đồng Khánh sinh ngày 12 tháng 1 năm Giáp Tý, tức ngày 19 tháng 2 năm 1864 tại Huế. Tên húy của ông là Nguyễn Phúc Ưng Kỷ (阮福膺祺), khi lên ngôi đổi thành Nguyễn Phúc Biện (阮福昪). Ngoài ra ông còn có tên gọi là Chánh Mông do vào năm 1882, vua Tự Đức đã lệnh xây cho ông ngôi nhà học gọi là Chánh Mông đường (正蒙堂).
Ông là con trai cả của Kiên quốc công Nguyễn Phúc Hồng Cai (sau tôn phong làm Thuần Nghị Kiên Thái vương, hoàng tử thứ 26 của vua Thiệu Trị) với bà Chánh phi Bùi Thị Thanh, tên khai sinh là Nguyễn Phúc Ưng Thị. Vì bác của ông là vua Tự Đức mắc bệnh không thể có con nên buộc lòng phải chọn ra các trẻ trong tông thất làm con nuôi để dự phòng sau này có người kế vị. Năm 1865, Ưng Thị mới có hai tuổi được vua Tự Đức nhận làm con nuôi và giao cho bà Nhất giai Thiện phi Nguyễn Thị Cẩm chăm sóc dạy bảo, đổi tên thành Ưng Đường (về sau khi lên ngôi dùng tên trong kim sách là Biện). Ngày 11 tháng 1 năm 1883, vua Tự Đức phong cho ông làm Hoàng tử, Kiên Giang quận công. Trong số các con của Kiên Thái vương sau này có tới ba người được làm vua, là Đồng Khánh, Kiến Phúc và Hàm Nghi, vì thế có câu rằng:
Một nhà sanh đặng ba vua
Vua còn, vua mất, vua thua chạy dài.
Tuy nhiên ông dường như không được Tự Đức đánh giá cao mà ngược lại, trong số ba người con nuôi, Tự Đức thương quý nhất là Ưng Đăng (Kiến Phúc), vị hoàng tử này cũng là em ruột của Ưng Thị. Trong tờ di chúc, nhà vua nhắc về ông như sau
Ưng Kỷ người yếu hay ốm, có tâm tật, học chưa thông mà kiêu ngạo, hay bới việc riêng của người cho lạm thẳng, đều không phải là tư chất thuần lương theo lời phải, sợ bọn ngươi khó lấy lời nói can được.
Ngày 19 tháng 7 năm 1883 (16 tháng 6 âm lịch), vua Tự Đức băng hà ở tuổi 54. Mặc dù có ý trao lại hoàng vị cho Ưng Đăng, tuy nhiên ở trong tình thế người Pháp đang đe dọa xâm lược, việc nước gặp nhiều khó khăn, nên phải chọn Ưng Chân làm người kế vị. Tuy nhiên Ưng Chân (vua Dục Đức) vừa lên ngôi được ba ngày thì đã bị các Phụ chính Nguyễn Văn Tường, Tôn Thất Thuyết phế truất và hại chết. Liên tiếp hai vua Hiệp Hòa, Kiến Phúc được lập lên ngôi rồi cũng đều bị quyền thần bức hại trong khi tình hình chiến sự ngày càng bất lợi. Sau Hòa ước Quý Mùi, ngày 25 tháng 8 năm 1883, Việt Nam chính thức bị đặt dưới sự bảo hộ của Pháp.
Ngày 31 tháng 7 năm 1884, vua Kiến Phúc qua đời. Đáng lý khi đó phải tôn hoàng tử còn lại là Ưng Thị lên ngôi, nhưng Nguyễn Văn Tường và Tôn Thất Thuyết nhìn thấy không thuận mắt, vì thế lại lập người em cùng cha khác mẹ của ông tên là Ưng Lịch lên ngôi, tức là vua Hàm Nghi. Cùng năm đó, Kiên Giang quận công được lệnh đi tế Thanh Minh, nhưng trở về chậm trễ mà bị giáng xuống tước Kiên Giang hầu.

## Chấp chính

### Được lập lên ngôi

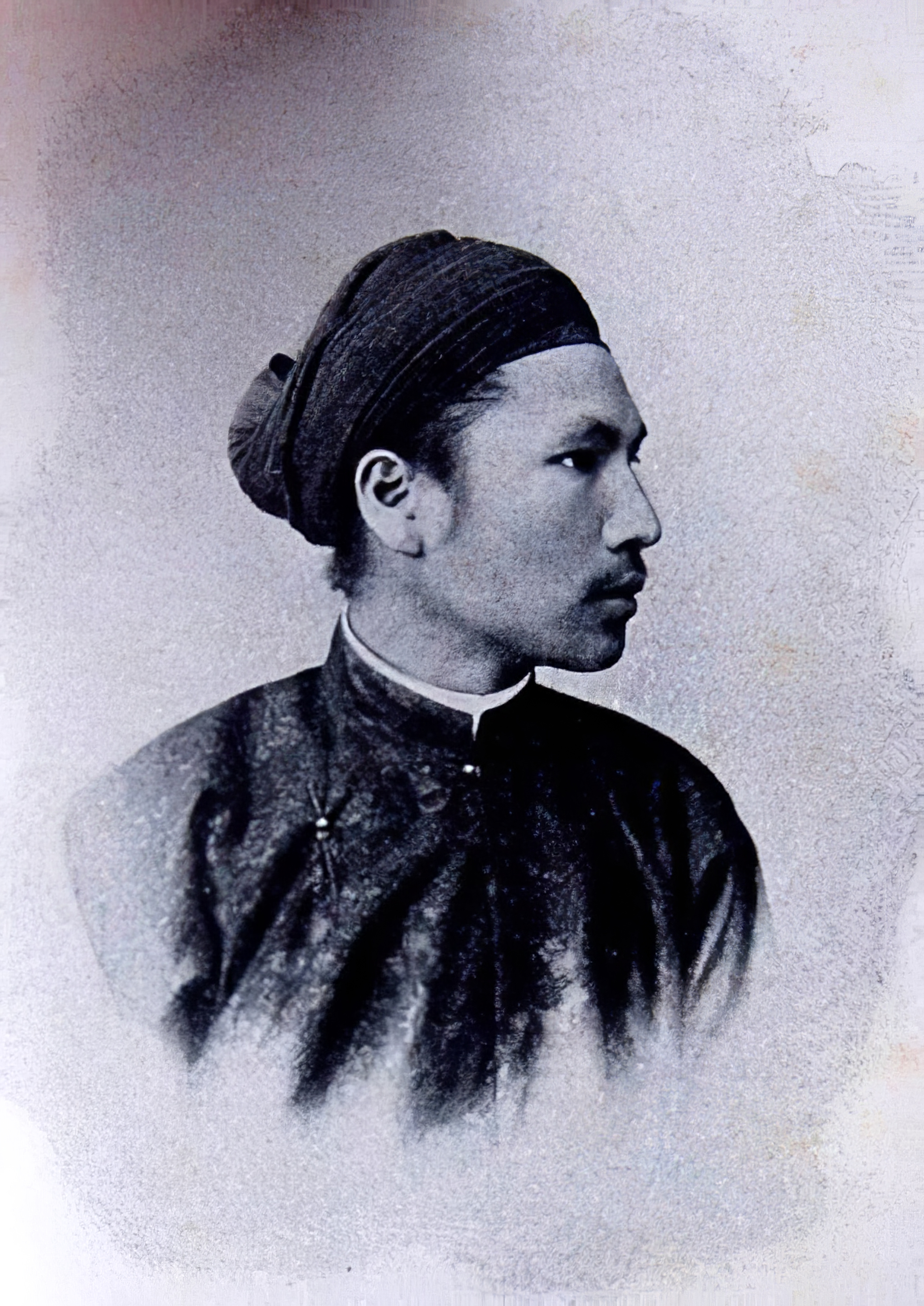
Chân dung vua Hàm Nghi (1872 - 1943).

Hoàng Thái hậu Từ Dụ (1810 - 1902).

Đêm ngày 4 rạng sáng ngày 5 tháng 7 năm 1885, Tôn Thất Thuyết cho quân tấn công vào tòa Khâm sứ Pháp và đồn Mang Cá, nhưng thất bại. Quân Pháp phản công đánh vào Đại Nội, hai quan phụ chính vội vã đưa vua Hàm Nghi cùng Tam cung chạy ra Quảng Trị. Hoàng tử Chánh Mông cũng đi theo nhà vua chạy loạn. Nguyễn Văn Tường ở lại kinh thành, bàn với người Pháp đón Tam cung về triều, tuy nhiên nhà vua và Tôn Thất Thuyết vẫn còn ở lại Tân Sở để kháng chiến. Vì thế de Courcy và Nguyễn Văn Tường dùng chú của Tự Đức là Thọ Xuân vương Nguyễn Phúc Miên Định (75 tuổi), hiện là người có uy tín cao nhất và đứng đầu phủ Tông nhơn, làm Giám quốc, trong lúc chờ Hàm Nghi về triều.
Ngày 17 tháng 7, hai bà Thái hậu về kinh, lệnh cho các quan tìm đón Hoàng tử Chánh Mông đưa về ở tạm trong phủ Tĩnh Giang quận công. Pháp mượn danh nghĩa Thái hậu, hạ lệnh các quan và sĩ phu trở về, nhưng không có nhiều người hưởng ứng. Ngày 28 tháng 7, Tổng đốc Hải Ninh Nguyễn Hữu Độ được mời về triều, và người Pháp lấy cớ Nguyễn Văn Tường không đón được Hàm Nghi, kết tội ông ta cùng với Tôn Thất Thuyết là "cậy quyền uy hiếp trong ngoài, gây mầm họa chiến tranh, dẫn tới cơn đại biến loạn, tội lớn không sao kể xiết". Sau đó, Pháp cho thuyền chở Văn Tường đến Gia Định, sau chở gồm cả Phạm Thận Duật, Lê Đính (cha Tôn Thất Thuyết) ra thuộc địa Tahiti; Thận Duật trong khi đi đường bị ốm chết ở trên tàu, buông xác xuống biển... Nguyễn Hữu Độ thương lượng với phía Pháp và xin ý chỉ Lưỡng cung, để phế truất vua Hàm Nghi và lập hoàng tử Chánh Mông lên ngôi.
Ngày 19 tháng 9 năm 1885, Ưng Đường phải thân hành sang bên Khâm sứ Trung kỳ của người Pháp. Sau đó đến giờ Tị, ông làm lễ lên ngôi ở điện Thái Hòa, được tôn làm Hoàng đế, lấy niên hiệu là Đồng Khánh (同慶), với ý nghĩa "Cùng chung niềm vui''. Lễ rước vua mới từ Phu Văn Lâu vào điện Càn Thành do de Courcy và Champeaux dẫn đầu. Dọc đường rước vua đi qua có lính Pháp bồng súng và lính Việt vác gươm giáo đứng bảo vệ. Sau ngày lên ngôi, ông gửi quốc thư sang Pháp để "cảm tạ" và hứa sẽ giữ tình giao hảo giữa hai nước, đồng thời còn phong cho de Courcy tước Bảo hộ Quận vương, de Champeaux là Bảo quốc công.

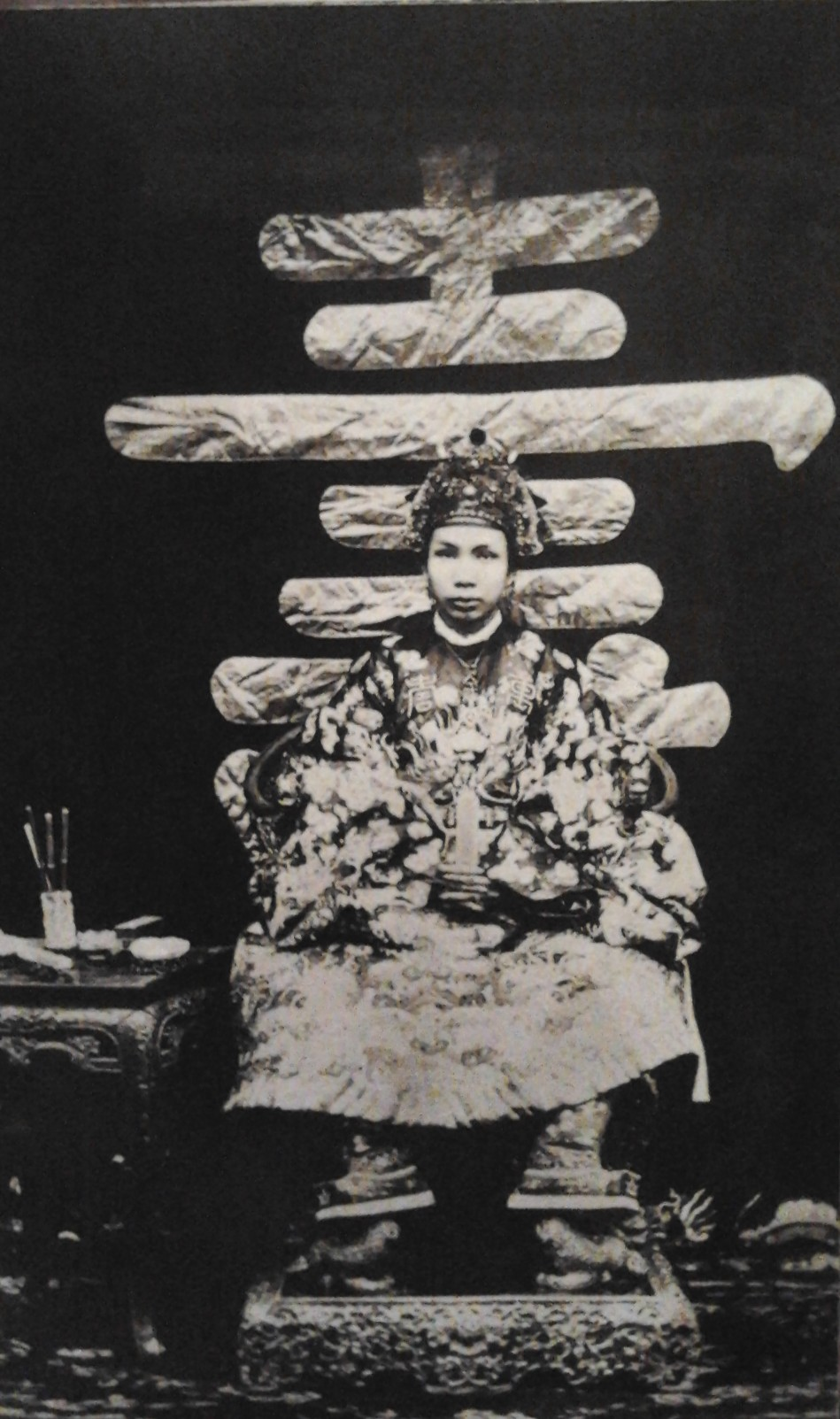
Vua Đồng Khánh tại lễ đăng cơ năm 1885.

Tuy Đồng Khánh đã lên ngôi nhưng vẫn chưa đặt niên hiệu mới, tất cả công văn, giấy tờ đều dùng niên hiệu Hàm Nghi, quần thần nghị bàn rồi xin ý chỉ của Thái hậu, dùng ngay niên hiệu Đồng Khánh không cần đợi đến sang năm. Từ tháng 10 âm lịch trở đi gọi là năm Đồng Khánh Ất Dậu, và từ Tết Nguyên Đán năm sau (Bính Tuất 1886) lấy làm năm Đồng Khánh nguyên niên, cho hợp với lòng người.

### Nội trị

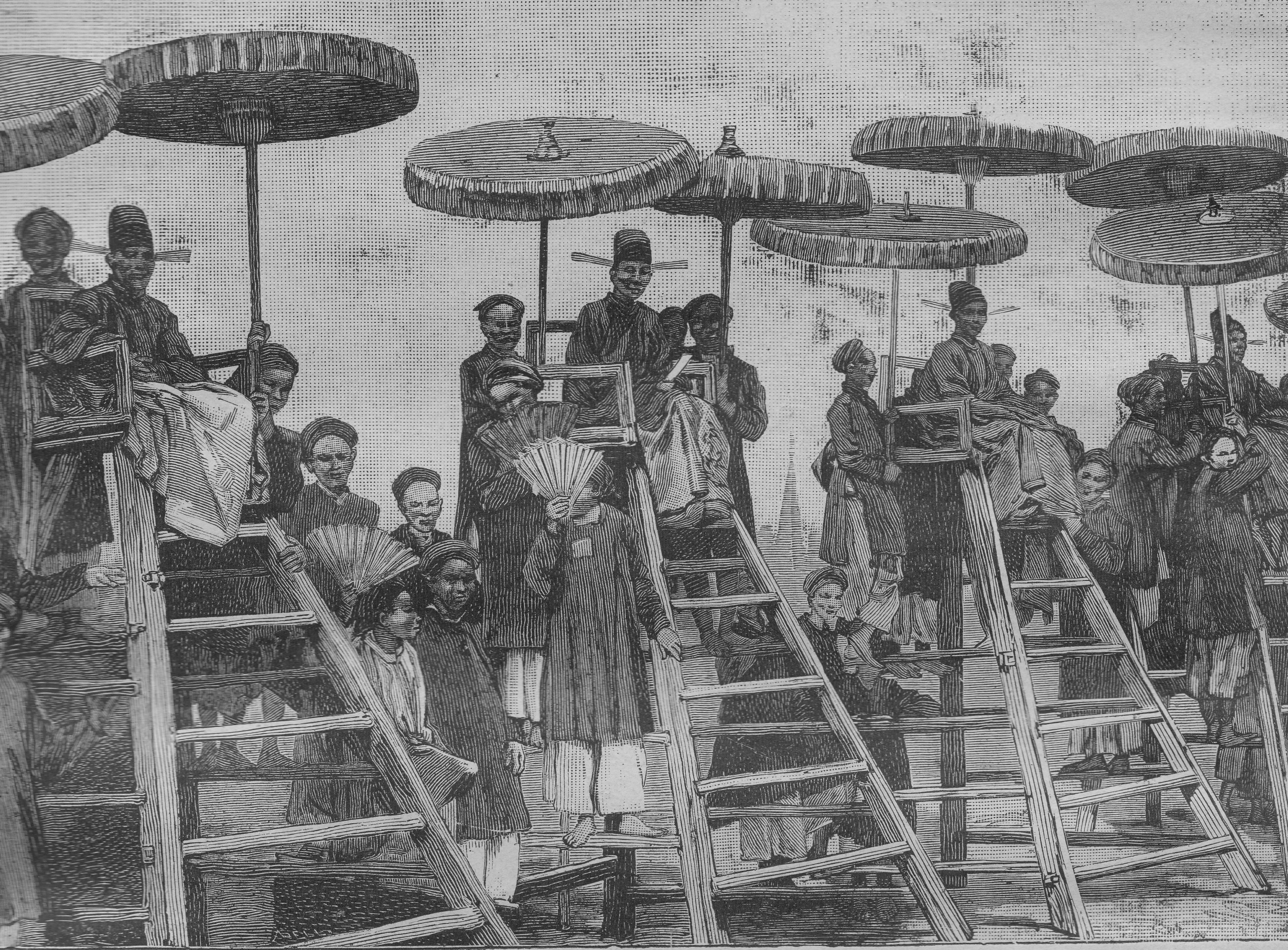
Quang cảnh trường thi ở Bắc Kỳ, năm 1888.

Theo gia phả dòng họ Nguyễn Phúc, dưới thời Đồng Khánh, triều đình gặp cảnh túng thiếu vì thực dân Pháp vơ vét và phần lớn tiền trong phủ khố đã bị Tôn Thất Thuyết đưa ra Quảng Trị. Vua cùng bộ máy đã cố gắng đưa ra những cải cách và hỗ trợ nhằm khôi phục nền kinh tế bị phá hủy, đồng thời xây dựng và tái thiết văn hóa và giáo dục. Tuy nhiên, tình cảnh trong nước lúc đó nhiều biến động và loạn lạc khiến một phần các chính sách bị ảnh hưởng. Theo hịch Cần vương của vua Hàm Nghi, khắp các nơi trong nam ngoài bắc nổi dậy chống Pháp. Có bài ca dao nói về hoàn cảnh thời đó:
Ngẫm xem thế sự mà rầu,
Ở giữa Đồng Khánh, hai đầu Hàm Nghi.

Để ổn định lại vấn đề nội trị trong nước, Tháng 8 âm lịch năm Hàm Nghi nguyên niên (1885), Vua phong Nguyễn Hữu Độ làm Cố mệnh Lương thần, Thái tử Thái sư, Đại Học sĩ điện Cần Chánh, Đại thần Viện Cơ mật, Kinh lược sứ Bắc Kỳ,... tước Vĩnh Lại bá, dùng Phan Đình Bình là Cố mệnh Lương thần, Hiệp tá Đại Học sĩ, Đại Học sĩ điện Văn Minh, Tả quốc Huân thần, Thượng thư bộ Lại, Tổng tài Quốc sử quán... tước Phù Nghĩa tử.

### Việc tôn phong

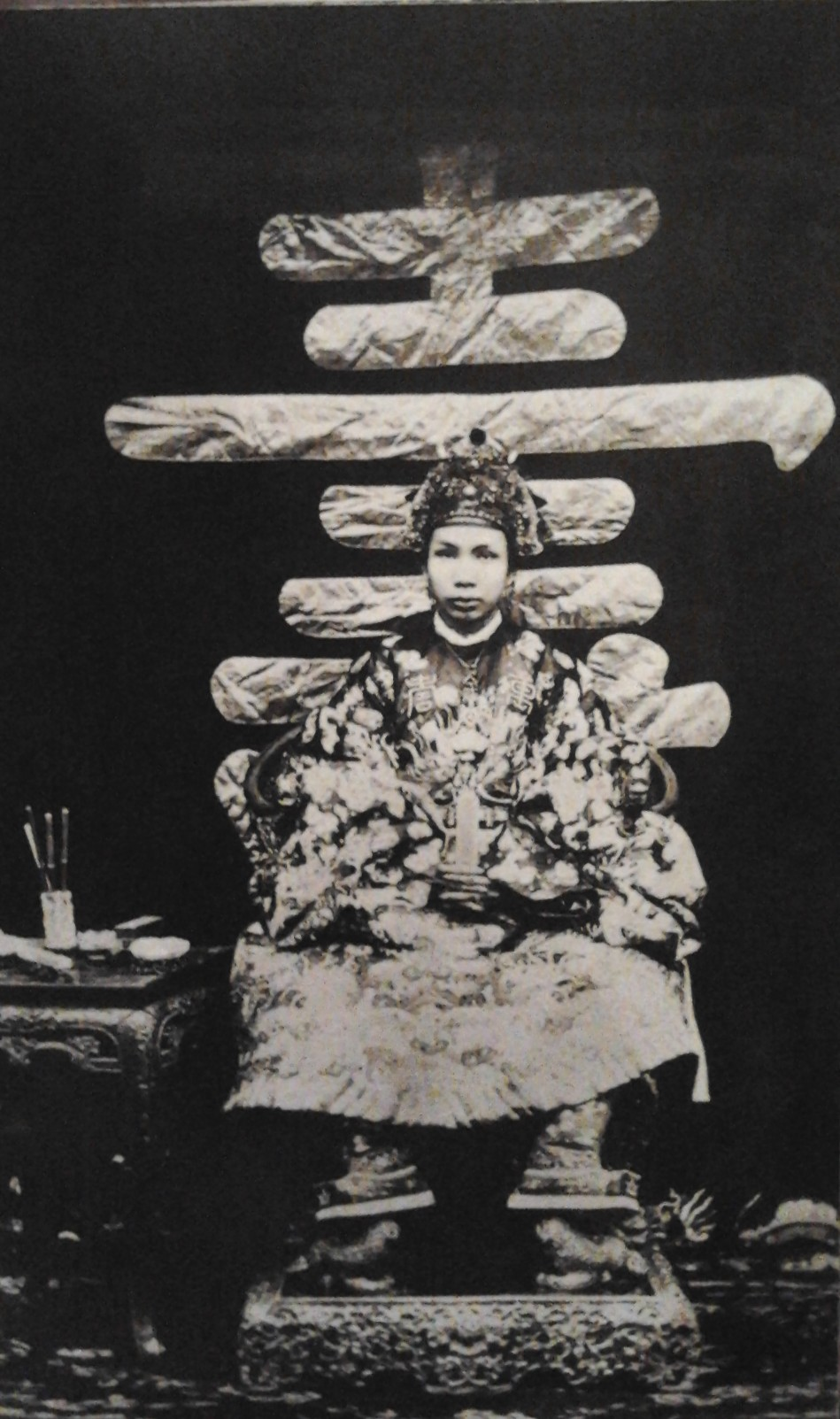
Vua Đồng Khánh tại lễ đăng cơ năm 1885.

Ngày 20 tháng 8 năm 1885, nhà vua cùng đình thần quyết định tước bỏ huy hiệu Hoàng thái phi của bà Nguyễn Văn Thị Hương (mẹ nuôi của vua Kiến Phúc), gọi là Học phi như trước, vì lý do rằng việc tấn tôn Thái phi là do ý quyền thần chứ không phải là di mệnh của tiền vương (Tự Đức).

Mùa xuân năm 1886, gia cấp cho dưỡng mẫu là bà Thiện phi Nguyễn Thị Cẩm lương bổng hằng năm 300 quan tiền, 700 phương gạo và quần áo mặc vào mùa xuân cùng mùa đông. Bấy giờ có người đề nghị phong tặng thêm cho bà Thiện phi, nhưng đình thần lấy lí do "nước không thể có hai mối" mà từ chối, cũng không truy tặng thêm cho phụ thân bà là Nguyễn Đình Tân. Cùng khi đó lại tôn phong cho cha ruột là Kiên quốc công làm Ôn Nghị Kiên vương, đến năm 1888 lại tặng là Hoàng thúc phụ Thuần Nghị Kiên Thái vương, lăng gọi là Thiên Thành cục, tại Thiên Hoàng Long sơn; gọi sinh mẫu là bà quả phụ Vương phi Bùi Thị Thanh là Hoàng thúc mẫu Kiên Thái vương phi. Lại cấp lộc điền 18 mẫu ở xã Thanh Đàm, phủ Thừa Thiên trong sổ bạ tên Nguyễn Văn Tường cho hai người con của Kiên Thái vương. Truy tặng cha mẹ của Vương phi theo lệ ngoại thích giảm xuống một bậc, và phong cho các anh em ruột là Công tử Ưng Phong làm Kiên huyện hầu, Công nữ Tú Lộc làm An Nghĩa huyện chúa.
Tháng 11 âm lịch năm đó có các sao dữ là sao Thái Bạch và sao Chổi hiện ra, vua quở trách Giám thần Cao Chính Thuyết vì cớ biết điềm lành dữ mà e ngại không nói ra. Cũng trong thời gian đó, vua mệnh cho các đại thần ở Viện tập lãm kiểm duyệt và sớm đưa đi in khắc các sách vở trước tác của Hoàng khảo (Tự Đức). Mùa thu năm 1887, lại có lệnh thu thập 3 tập văn thơ thánh chế của vua Tự Đức. Tháng 5 năm 1888, Quốc Tử giám đã thu thập sao chép Tự Đức Thánh chế tam thi tập, vua ngự chế bài Bạt phụ vào cuối mỗi tập.
Trong tông thất, năm 1885, vua chuẩn cho khôi phục tước hàm cho những người trong tông thất từng mắc lỗi (Tuy Lý công Miên Trinh, Triệu Phong quận công Miên Triện, Hải Ninh quận công Miên Tranh, Kỳ Phong quận công Hồng Đĩnh, Tuy Lý huyện công Hồng Tu). Cử nhân Công Tôn Ưng Phương được phục hồi nguyên ngạch, Thị độc Học sĩ, Tham tá các vụ Hồng Sâm được phục hồi chức cũ, đổi phong Đồng Xuân công chúa Gia Đốc là công chúa Phục Lễ. Truy tặng Thụy quốc công (vua Dục Đức) làm Thụy Nguyên quận vương, chuẩn cho lập đền thờ, cấp ruộng tế tự 12 mẫu ở xã Triều Sơn.
Khi đó tể thần Phan Đình Bình, vốn là cha vợ của vua Dục Đức, cùng Nguyễn Hữu Độ xảy ra xung đột và Hữu Độ mật cáo rằng Phan Đình Bình có ý muốn lập cháu ngoại mình là hoàng tôn Bửu Lân làm vua, lại lúc đi công cán ở Quảng Bình tỏ ra nghe ngóng chần chừ, và tự tiện mang đồ của vua về nhà cùng nhiều tội khác. Quần thần xin an trí Đình Bình ra phủ Thừa Thiên. Đồng Khánh đang trong cơn giận dữ, đem Phan Đình Bình vào tội chết, tước hết chức tước tài sản. Ít lâu sau đó ông ta chết ở trong ngục.
Năm 1888, dùng Nguyễn Thuật làm Tả trực Tuyên úy, rồi Thượng thư bộ Hộ, Thượng thư bộ Lại, Hiệp biện Đại Học sĩ gia hàm Thái tử Thiếu bảo, Tổng đốc tỉnh Thanh Hóa. Ngày 11 tháng 12 năm đó, quan đầu triều là Nguyễn Hữu Độ mất., cho Nguyễn Trọng Hợp làm Đại Học sĩ điện Văn Minh, Hoàng Hữu Thường làm Thự tá hiệp Đại Học sĩ. Hai người đều dâng sớ từ chối, vua không theo

### Việc miễn giảm thuế
Để khôi phục nền kinh tế bị tổn hại nặng nề, Vua ra nhiều chỉ dụ để xử lý các vấn đề cấp thiết nhằm hỗ trợ khôi phục Thủ công nghiệp, kiểm soát giá cả, phát chẩn và trợ giúp các địa phương.
Phủ thần tấu rằng sau vụ kinh thành thất thủ, dân các xã làm nghề dệt bỏ nghề rất nhiều, nên xin cho các dịp lễ trong năm sau tạm bãi việc chế vải lụa, nhà vua thuận cho tạm hoãn một hai tháng.
Đầu năm 1886, giá gạo ở phủ Thừa Thiên đắt đỏ, vua chuẩn cho trích 5 vạn hộc gạo trong kho ra bán cho dân với giá mỗi hộc 1 đồng bạc, hoặc 6 quan tiền (năm sau lại có tương tự xảy ra và triều đình Huế trích 2 vạn phương gạo giao cho Phủ thần Hội đồng cùng phái bộ bán giảm giá cho dân mỗi phương 8 quan). 
Vì tỉnh thành Quảng Nam và Bình Định bị giặc cướp đốt phá, triều đình cho trích tiền và gạo trong kho ra chẩn cấp cho dân theo từng thứ hạng. Tháng 4, chiếu miễn thuế năm trước và khoản nợ còn thiếu cho dân ở Hà Tĩnh, thuế còn thiếu năm ngoái cho tỉnh Quảng Bình và miễn nửa thuế vụ hè thu năm trước cho phủ Thừa Thiên. Tháng 6, mệnh cho tỉnh Quảng Trị xem xét trong số tù nhân mà những ai già yếu, bệnh tật mà xét lỗi có thể khoan giảm thì tha cho về.
Năm 1887, tỉnh Khánh Hòa bị lụt, dân đói, chuyển 3000 phương gạo chứa ở cửa Đà Nẵng đến chu cấp cho dân. Lại giảm 4/10 thuế thân năm trước, 3/10 thuế sản vật và toàn bộ thuế ruộng đất vụ hè cho tỉnh Thanh Hóa vì địa phương này bị phỉ gây hại nặng nề. Các tỉnh Bắc Ninh, Thanh Hà, Hải Dương gặp thiên tai, chuẩn cho điều hòa miễn giảm thuế ở các nơi. Mùa thu năm đó, chuẩn cấp cho 148 hộ dân Nghệ An bị hỏa hoạn và miễn thuế 2 năm cho tỉnh Bình Định và Phú Yên vì các nơi này bị phỉ quấy rối.
Tháng 11 - 12, năm 1888, tỉnh Thanh Hóa dâng sớ nói vùng thượng du liên tiếp bị phỉ quấy rối và nạn hổ báo làm hại dân chúng, xin miễn các khoản cúng nạp và thuế sản vật còn thiếu, vua y cho. 
Cùng năm ấy, khách người Thanh Trần Quang Hanh ở Vĩnh Yên xin được mở sòng bạc chịu nộp thuế ở Nghĩa An, Nam Nghĩa, Bình Phú thuộc phủ Thừa Thiên, bộ Hộ đã bàn bạc và có ý cho phép. Nhưng Nguyễn Hữu Độ dâng sớ kể về các tệ hại của nạn cờ bạc, nên xin nghiêm cấm, vua chuẩn theo lời tâu đó.

### Về văn hóa và giáo dục
Tháng 8, bộ Khâm định Việt sử thông giám cương mục được hoàn thành, mệnh tỉnh Hà Nội in ra 100 bản cho vua ngự coi. Tháng 9, vì trường thi Nam Định bị tàn phá do chiến tranh, nên chuẩn cho sĩ tử Nam Định thi chung với sĩ tử Hà Nội. Vì có sự biến khiến các trường phải nhiều lần đình thi, nay số sĩ tử rất đông, nhà vua cho tăng ngạch lấy đỗ (mỗi trường 10 Cử nhân và 30 Tú tài). Mùa hạ năm 1888, cho trường Bình Định thi chung tại Thừa Thiên, Thanh Hóa thi với Nghệ An và Ninh Bình thi chung với Hà Nam.
Tháng 5 năm 1887, Đồng Khánh ra chỉ soạn bộ Dư địa chí, gồm 25 tập chép tay ghi lại địa lý các tỉnh trong cả nước (chỉ gồm Bắc Kỳ và Trung Kỳ).
Năm 1888, triều đình tuyển chọn 25 người con em các quan viên từ 15 đến 22 tuổi, cấp cho học bổng mỗi người 100 đồng và đưa sang châu Âu du học.
Vua Đồng Khánh có làm một bài thơ Thánh chế tỏ ý dạy bảo quan lại phải chăm lo hoàn thành chức phận, chia sẻ niềm lo lắng trước tình thế khó khăn.
Mùa đông năm 1888, Viện Cơ mật tâu rằng đối với những văn bản khẩn cấp phải dâng lên trong đêm thì niêm phong kín lưu ở Viện lưu trát rồi mới dâng lên. Khi có công văn gửi đi thì xin đóng dấu ngự niêm hoặc tín phong ở bên ngoài rồi giao cho Viện thuộc dán kín rồi gửi đi. Vua không ưng theo.

### Việc nội cung
Đồng Khánh Đế là một vị vua có một quan điểm cứng rắn về việc nội cung khi ông đưa ra tiêu chuẩn cao cho các cung phi, hoàng tử, công chúa, cung nhân và thị nữ. Vua đưa ra nhiều chỉ dụ, chỉ thị và các trừng phạt nghiêm khắc cho những người vi phạm.
Vào cuối năm 1885, trong nội bộ hoàng tộc xảy ra hai sự kiện. Vụ thứ nhất là công tử Hồng Hải đánh nhau với con Phò mã Nguyễn Văn Toán tên là Ước. Anh của Hồng Hải là Hồng Sanh dẫn 3 tên lính Phú Lãng Sa bắt tên Ước rồi bỏ trốn. Phủ Tôn nhân chiếu theo điều lệ về "tội đánh nhau" phạt Hồng Hải 30 roi, tư bổng 3 tháng, tên Ước khi nào bắt được sẽ đánh 20 roi để trừng trị. Vua lấy cớ hoàng thân phạm tội, chiếu theo "tội không được làm" phạt Hồng Hải 80 roi, tước bổng 2 năm, và giao tên Ước cho phủ Thừa Thiên định đoạt. Vụ thứ hai là vào tháng 10 âm lịch, đồ thờ ở 5 tòa điện bị mất. Phủ Tôn nhân chuẩn bị làm tội người coi giữ Tôn Thất Úy, Tôn Thất Lã. Viện Cơ mật lấy lý do loạn lạc nên các quan trông nom khó tránh khỏi sơ suất, xin giảm nhẹ tội cho họ. Vua cho rằng để làm gương thì không thể không trừng phạt, và cách chức hai người này.
Trước kia Đồng Khánh chưa lên ngôi đã nạp người con gái của Nguyễn Diệm là Nguyễn thị làm Phủ thiếp, đó chính là bà vợ nguyên phối nhưng bà lại mất sớm. Mùa đông năm 1886 tặng là Nghĩa tần, thân phụ bà Nghĩa tần là Hậu quân Đô thống Nguyễn Diễm truy thăng hàm Thái tử Thiếu bảo. Sau khi vua đăng cơ, chuẩn theo trình tâu của Viện Cơ mật và bộ Lễ, tấn phong cho các bà phủ thiếp của mình gồm 5 người vào chức vị: Trần Đăng Thị Đồng làm Quan phi, Phan Văn thị làm Giai phi, Hồ Văn thị làm Chánh tần, Nguyễn Văn thị làm Nghi tần, Trần Văn thị làm Dự tần; chuẩn sung vào quản 6 Thượng viện là Thượng nghi, Thượng trân, Thượng phục, Thượng y, Thượng diên, Thượng nô. Riêng Giai phi được ban quan Nhiếp Lục viện (tức trông coi các việc trong nội cung). Chuẩn phong Mai Văn thị làm Tiệp dư, Nguyễn Văn thị làm Quý nhân, Nguyễn Hữu thị làm Mĩ nhân, Trịnh Văn thị làm Tài nhân và Mai thị làm Tài nhân vị nhập lưu. Ngày 16 tháng 2 năm 1886 ông tuyển con gái của Huân thần Nguyễn Hữu Độ là Nguyễn Hữu Thị Nhàn (1870 - 1936) làm Chánh cung (Hoàng quý phi), ban Kim bài (chiều ngang khắc chữ: "Đồng Khánh sắc tứ", chiều dọc khắc chữ "Kiêm nhiếp lục viện"). Ông Hữu Độ dâng sớ từ chối, nhưng triều đình không theo.
Tháng 2 âm lịch năm Đồng Khánh thứ 2 (1887), nhà vua xuống dụ quở mắng các bà trong nội cung là "cam tâm vứt bỏ ân huệ, mỗi ngày một thêm lười biếng, để lại chúng cần thực thêm phí phạm", sau đó tùy theo hạnh kiểm từng người mà giáng xuống có thứ bậc: Quan phi Trần Đăng thị lời nói, cử chỉ thô tục không biết sửa đổi bị giáng làm Tùy tần, Chính tần Hồ Văn thị chơi bời lêu lổng không lo việc công bị giáng làm Mĩ nhân, Nghi tần Nguyễn Văn thị thô bạo tham lam đố kị đủ cả nên bị xử nặng giáng làm Tài nhân; Tài nhân Trịnh Văn thị, Nguyễn Hữu thị khinh nhờn thành thói bị giáng làm Cung nhân. Riêng phần Giai phi đã qua răn dạy mà biết hối lỗi nên được dung thứ. Đối với Hoàng quý phi trông coi việc nội cung mà để bọn ấy vô lễ thái quá, về tình có thể rộng lượng xét cho nhưng phải nhắc nhở nghiêm khắc.
Đến tháng 12 cùng năm, có việc cung nhân Nguyễn Thị Điền lấy trộm áo ngự, theo luật thời Minh Mạng phải khép vào tội chém đầu bêu giữa chợ. Các quan trong Nội các xin bãi việc bêu đều. Vua truyền giảm tội thành xử treo cổ, thi hành ngay lập tức. Liền sau đó bà Giai phi Phan Văn thị vì cớ giữ đồ đạc mà không cẩn thận, để thất thoát và giả bệnh trốn tránh... bị giáng xuống làm Mỹ nhân.
Mùa xuân năm Đồng Khánh thứ 3 (1888), biên soạn Ngọc điệp tôn phả, lấy Thượng thư bộ Lễ Đoàn Văn Hội, Thượng thư bộ Hộ Tôn Thất Phiên sung làm Chánh, Phó Tổng tài.

### Đối với phong trào Cần vương
Bấy giờ ở Tân Sở, vua Hàm Nghi hạ chiếu Cần vương chống Pháp, đất nước lúc đó có tới hai vua. Mùa hạ năm 1886, ngày 17 tháng 6, xa giá khởi hành từ kinh đô bắt đầu chuyến đi với mục đích chiêu dụ phong trào, dựng hành tại ở Châu Thị, cho soạn tờ Sắc dụ để bảo các sĩ phu chống Pháp nếu biết "hối lỗi", "quy thuận" thì vẫn sẽ được cho giữ nguyên chức cũ, mà nếu vua Hàm Nghi thuận về sẽ ban cho tước công, cấp bổng lộc hậu hĩnh, đồ dùng cho xài theo kiểu vua chúa...  Ngày 4 tháng 9, Ngài ngồi tàu từ cửa Nhật Lệ mà về kinh đô. Ngài tự nhận xét về chuyến đi không thành công của mình như sau:
Trẫm hồi loan bình yên, các quan lạy mừng là theo lễ đấy. Nhưng từ Quảng Trị trở ra Bắc, các tướng giặc chưa bắt làm tội hết, chưa chắc hết thảy sớm yên, chưa biết công hay tội thế nào?
Không đời nào tôi có thể tin rằng Hà Tĩnh, Quảng Bình trung thành với tôi, vì hai tỉnh ấy có nhiều sĩ phu quá!
Năm 1887, vua Đồng Khánh lại cử Hoàng Tá Viêm, một cựu thần có uy tín, làm An Hữu Kinh lý Đại thần, ra Quảng Bình phủ dụ phe kháng chiến một lần nữa. Chiếu thư của ông nói rõ: nếu vua Hàm Nghi thuận về sẽ phong làm Tổng trấn Thanh Nghệ, hậu đãi bổng lộc; Tôn Thất Thuyết nếu chịu quy phục sẽ xóa tội cũ cho về làm ruộng, bọn Trương Văn Ban, Nguyễn Trực, Nguyễn Thư, Lê Mô Khởi, Nguyễn Nguyên Thành, Phan Trọng Mưu... vẫn được giữ nguyên hàm. Các ông Trần Xuân Soạn, Nguyễn Phạm Tuân, Phan Đình Phùng nếu quay đầu cũng sẽ khoan giảm tội mà bố trí cho các chức hàm khác.
Kết quả không có ai chịu theo hàng, và Hoàng Tá Viêm được lệnh về triều vào tháng 12 năm đó.
Cuối năm 1888, nhờ có nội gián Nguyễn Đình Tình và Trương Quang Ngọc mà người Pháp vây bắt được vua Hàm Nghi. Triều đình Huế đã biết tin, sai quan lại Thừa Thiên và bộ binh ra đón rước về Huế. Nhưng người Pháp sợ dân tình sẽ bị kích động nên quyết định đày Hàm Nghi ra Algérie ở Bắc Phi. Trong tình thế đó, Vua yêu cầu Toàn quyền Pháp Étienne Antione Guillaume Richaud trợ cấp mỗi năm cho vua Hàm Nghi (quận công Ưng Lịch) mỗi năm 4.981 đồng bạc - một khoản tiền rất lớn ở thời điểm đó, và cho thêm một người hầu cận với lương mỗi năm 299 đồng.
Từ đó các cuộc kháng chiến ở Bắc và Trung Bộ lần lượt bị đàn áp hoặc phải đầu hàng. Phong trào Cần vương suy yếu dần, nhưng còn kéo dài đến năm 1896 mới dứt hẳn.

### Quan hệ với người Pháp

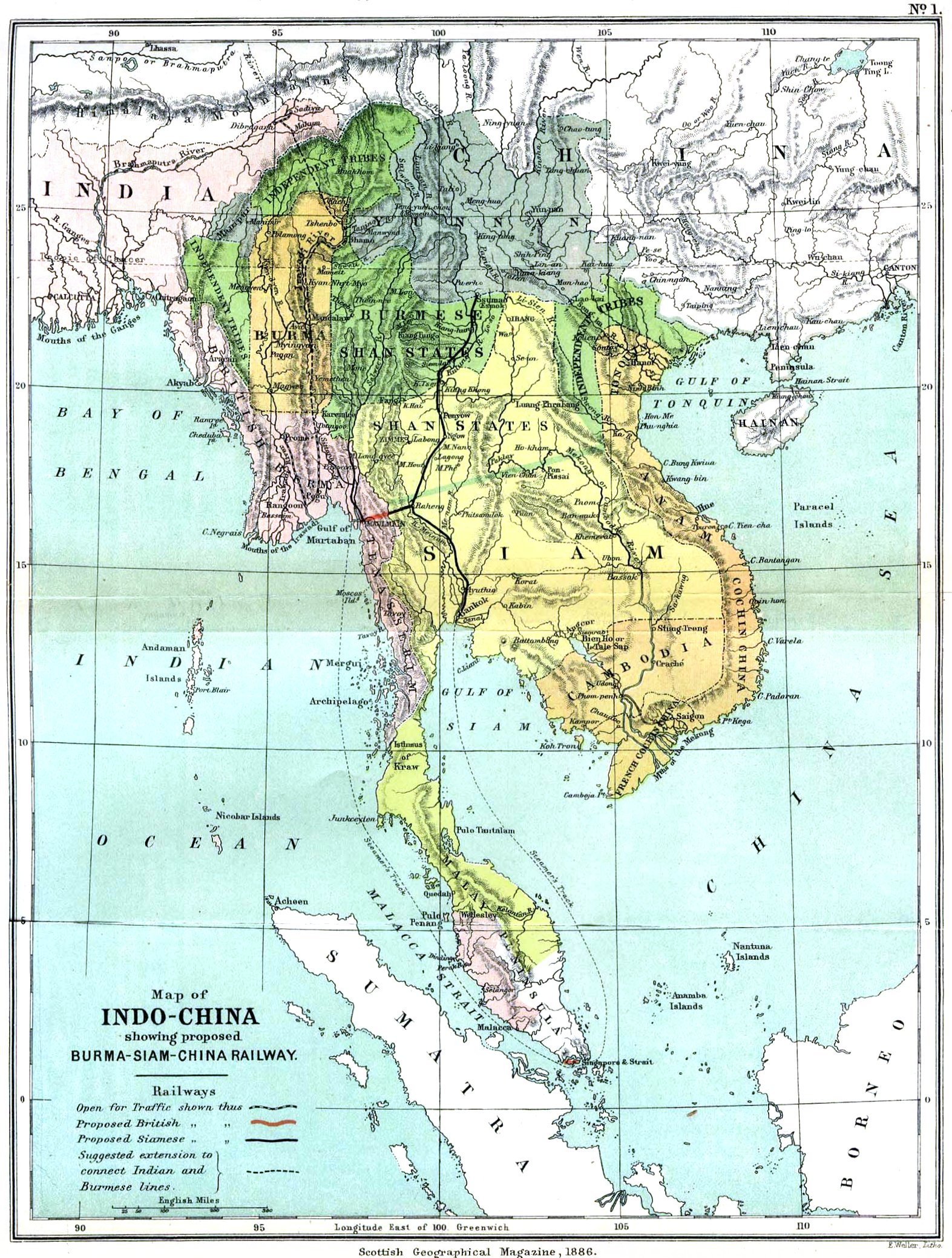
Bản đồ Đông Dương thuộc Pháp năm 1886.

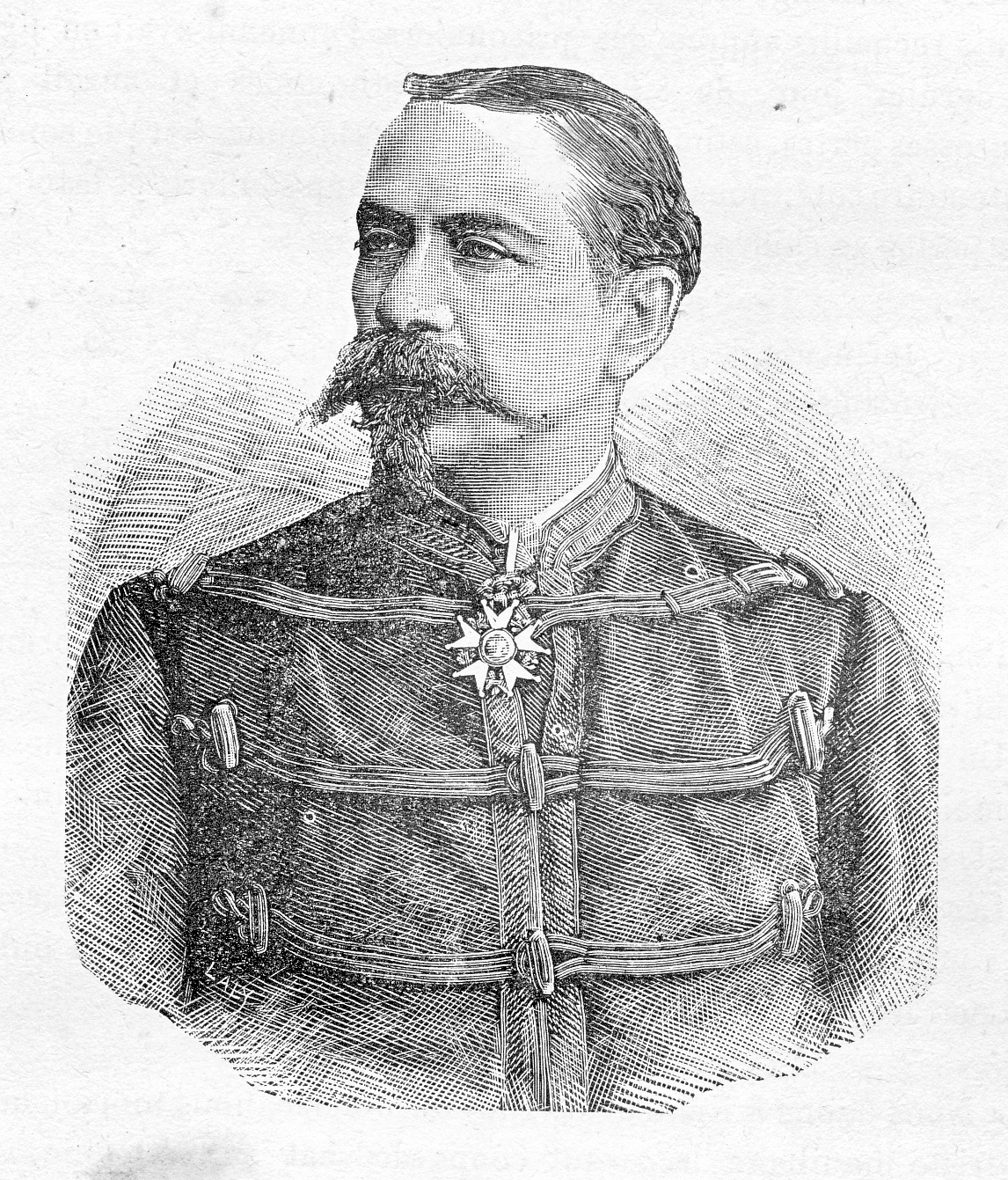
Thống tướng Pháp Henri Roussel de Courcy (1827 - 1887).

Vua Đồng Khánh là người theo chủ trương ôn hòa với người Pháp, sách của Trần Trọng Kim viết: "Đồng Khánh tính tình hiền lành, hay trang sức và cũng muốn duy tân, ở rất được lòng người Pháp".
Sau khi đăng cơ, vua Đồng Khánh gửi thư cho chính phủ Pháp đáp lễ và cam kết giữ mối bang giao hai nước. Chính phủ Pháp trao tặng cho ông Huân chương Bắc Đẩu bội tinh hạng Nhất, đồng thời "trả lại" 2 điện Hiếu Tư, Long An và Quốc sử quán bị chiếm giữ trước đó; "giao trả" 20.000 lạng bạc (2.000 thoi, mỗi thoi 10 lạng) và 20.000 quan tiền đồng, chuẩn cho cung tiến trong Nội cung 10.000 lạng bạc, 10.000 quan tiền;lưỡng cung Thái hậu cung 10.000 lạng bạc, 10.000 quan tiền . Tuy nhiên về thực chất, kho tàng vẫn người Pháp canh giữ, chỉ theo điều khoản mà tới kì hạn mà trích ra cho hoàng gia mà thôi.
Toàn quyền Pháp thảo ra ba điều lệ đưa cho Viện Cơ mật gồm:
Điều lệ cấm chuyên chở súng ống đạn dược (Chỉ những quan Pháp và thương nhân có giấy ủy quyền của công sứ mới được phép chở binh khí vào nước ta, nhưng phải khai trình rõ ràng. Những người làm trái sẽ bị trị tội theo pháp luật, vũ khí ấy sẽ bị sung vào kho).
Điều lệ nhà nước có quyền lấy ruộng tư sung vào ruộng công nếu việc đó cần cho lợi ích chung (những việc vì lợi ích nhà nước mà lấn vào ruộng tư của nhà nào, nếu có chỉ ý của triều đình và Toàn quyền Pháp, thì ruộng đó phải sung công và được đền bù bằng tiền).
Điều lệ về quyền chức Kinh lược Bắc Kỳ (thay mặt nhà vua ở Bắc Kỳ).
Tháng 11 năm 1885, ông hạ lệnh đặt ra 8 lá cờ Bảo hộ để phát cho Lục bộ cùng Viện Cơ mật, Ti Hành nhơn để treo trong các ngày lễ tết và ngày Quốc khánh Pháp. Lá cờ bảo hộ có nền vàng, ở góc trái trên cao là hình quốc kỳ Pháp, sách Đại Nam thực lục Chính biên mô tả như sau: "Mẫu cờ (chia làm 4 phần): 3 phần dùng sắc vàng, trong đó một phần phía trên ở chỗ gần mặt trên trục, 1 phần 3 dùng sắc xanh, trắng, đỏ; giao cho các địa phương tuân theo mà làm". Ngày 14 tháng 3 năm 1886, triều đình Huế và Pháp thiết kế ra một loại huân chương dành tặng thưởng cho các viên chức có công, được gọi là "ordre impérial du Dragon d'Annam" (Long bội tinh), phỏng theo mô hình Bắc đẩu bội tinh của Pháp. Tổng sứ Bắc Trung kỳ Paul Bert là người đầu tiên được vua Đồng Khánh ban thưởng Long bội tinh hạng nhất năm 1886. Theo Đại Nam thực lục, vào cuối năm 1887, theo đề nghị của chính phủ bảo hộ Pháp, 191 quan viên người Pháp và 21 quan viên người Việt được trao huân chương này.
Lúc bấy giờ Nguyễn Hữu Độ được cử ra Bắc Kì gặp Thống tướng của Pháp de Courcy thương lượng về các khoản cấp dành cho triều đình Huế ở Bắc Kì mỗi năm, cụ thể như sau:
Chi phí hằng năm tăng thêm số tiền và gạo, mỗi năm khoản 1 triệu quan.
Ngạch lính ở Kinh 1000 người, các tỉnh từ 300 đến 400, 500, súng ống 2000 khẩu.
Các khoản thuế chợ, thuế đò và các mặt hàng đồng, tơ sợi, rượu... vẫn do người Đại Nam lãnh trưng.
Vấn đề lương giáo do triều đình quản lý.
Việc thay đổi và bổ dụng các quan do bản quốc tâu chuẩn định đoạt.
Mùa xuân năm Đồng Khánh thứ 2 (1887), Nguyễn Hữu Độ về Huế. Mùa hạ cùng năm, chuẩn cho mở trường dạy tiếng Pháp, lấy Diệp Văn Cương làm Chưởng giáo, Nguyễn Hữu Mẫn làm Trợ giáo, cho con em quan lại, binh lính và dân chúng được nộp tiền mà vô học, đến cuối năm Viện Cơ mật làm cuộc sát hạch, tuyển những người ưu tú làm Hành nhân, cấp lương bổng cho việc học chữ và học việc.
Mùa đông năm 1887, người Pháp tiến hành đào cảng từ nước Pháp đến Tân Thế giới, muốn thuê 1500 dân phu ở nước ta và nước Thanh. Vua và Triều đình nhận thấy đường sá xa xôi, nhọc tới sức dân, nên không đồng ý. 
Ít lâu sau đó, công trình xưởng thợ Hải Vân ở người Pháp xin bắt dân phu và định khi khởi công sẽ bắt thêm 2500 - 3000 người nữa. Viện thần xin tư cho phủ Quảng Trị, Quảng Nam theo đó bắt dân phu ứng dịch, còn về khoản tăng thì sẽ tính sau. Vua đáp lại rằng người dân đang gặp nạn đói và thời tiết rét mướt, áo quần không có mà lại bắt đi phu, người ta sẽ oán thán.
Ngày 8 tháng 11 năm 1887, de Courcy chết. Vua sai Hoài Đức công Nguyễn Phúc Miên Lâm và Thượng thư bộ Lễ Chu Đình Kế ra Bắc phùng viếng, thăm hỏi, cấp 500 đồng bạc để đúc tượng đồng của De  Courcy.
Tháng 3 năm 1888, Toàn quyền Đông Dương Ernest Constans yết kiến vua ở điện Thái Hòa dâng trình quốc thư, Đồng Khánh cũng viết thư phúc đáp. Ngày 17 tháng 10 năm 1887, Tổng thống Pháp Marie François Sadi Carnot ra sắc lệnh thành lập Liên bang Đông Dương với thuộc địa Nam Kỳ, bán thuộc địa bán bảo hộ Bắc Kỳ cùng hai xứ bảo hộ Trung Kỳ và Campuchia đều đặt dưới 1 viên quan Toàn quyền Đông Dương người Pháp. Ngày 3 tháng 10 năm 1888, triều đình Huế bị Pháp ép phải cắt nhượng năm xã của huyện Hòa Vang, tỉnh Quảng Nam nằm bên tả ngạn sông Hàn làm "nhượng địa" Tourane (sau gọi là Đà Nẵng). Hà Nội và Hải Phòng cũng chung số phận như vậy, và 3 khu vực này trở thành 3 thuộc địa chính thức.

## Tính cách và sinh hoạt thường ngày
Năm 1886, Trương Vĩnh Ký được người Pháp đưa về Huế để làm việc, và được yết kiến với vua Đồng Khánh. Trong một lá thư viết tại Huế đề ngày 24 tháng 4 năm 1886, Trương Vĩnh Ký đã thuật lại về Hoàng đế như sau:
Vua Đồng Khánh, nay được 23 tuổi, con của hoàng tử Kiến quốc Công – con trai Thiệu Trị anh cả cùng mẹ khác cha (?) với Kiến Phúc, là người nối ngôi từ tháng 8 năm 1885, đồng thời cũng là anh em cùng cha khác mẹ với người em thứ Hàm Nghi. Tự Đức không có con, nên đã nuôi dạy Đồng Khánh trong Nội cung hai năm coi như hoàng dưỡng tử, và được ban tước như đã từng ban cho Dục Đức – con của hoàng tử Kiến Thoại Vương và Kiến Phước, để sau này truyền ngôi. Nhà vua đương kim được người em Kiến Phước thương yêu trìu mến, một tính cách trái ngược với những gì thường xảy ra trong các hoàng gia Á châu. Khi Kiến Phước dạo chơi, người anh cả âu yếm bồng em trong tay, hoặc đi kèm hai bên Kiến Phước. Suốt thời trẻ, Đồng Khánh ở trong một dinh thất đặc biệt gọi là Chánh Mông đường, vùi đầu vào viêc học tập (để đạt đến) cái danh vọng của xứ An Nam. Ngày đêm ông hoàng miệt mài đọc sách, tranh thủ tiếp thu chữ nghĩa một cách chăm chỉ tại thư phòng. Nhờ thế, ông tỏ ra thông hiểu triết học, lịch sử và văn chương Viễn Đông, giỏi hơn một nhà nho trung bình. Ông chỉ có một cách nghỉ ngơi giải trí duy nhất là tập cưỡi ngựa. Ông cũng được Tự Đức quan tâm chăm sóc, mỗi tháng ba lần nhà vua cho phép Đồng Khánh vào Nội các để nghị luận về kinh truyện cổ điển, tập làm tấu chương, để sau này tham gia tu chỉnh điển chương, chính sự. Trong các cuộc hội họp của Nội các, ông hoàng nổi bật do sự mẫn tiệp đánh giá đúng người đúng việc của ông. Ông hoàng trẻ này dường như không hề có tham vọng ngai vàng, nên chẳng quan tâm đến những xung đột giữa các triều thần và những lạm dụng quyền hành cần phải kiềm chế, mà chỉ giữ thái độ vô tư, chẳng bận lòng về những mối cừu hận giữa các phe phái. Sống giữa lòng dân tộc, ông hoàng có thể có những quan sát cá nhân để lượng định tình trạng khốn khổ của dân chúng. Về phần phẩm hạnh, ông hoàng giữ ý tứ giữa các anh em cũng như các đấng sinh thành, mối hòa đồng mà Khổng Tử đã khuyến dạy. Ông hoàng trẻ này có vẻ thông tuệ và nhã nhặn, dễ dàng thích nghi với những tập tục ngoại lai xét ra ưu việt hơn những lề thói của người bản xứ.
Đồng Khánh là vị vua đầu tiên của nhà Nguyễn chấp nhận sự bảo hộ của Pháp ở Việt Nam. Được tiếp xúc với nền văn minh Tây phương, ông uống rượu Bordeaux, uống sữa hộp và thích dùng các hàng hóa đồ chơi của Pháp chế tạo. Ông còn ban các món ấy cho các hoàng thân, phi tần, cung nữ... Tháng 1 năm 1886, theo đề nghị của người Pháp, vua Đồng Khánh đã cho phép thợ ảnh chụp mình. Bức ảnh vua Đồng Khánh sau đó được rửa làm 2 bản, một gửi về Pháp quốc, một nhà vua giữ lại. Từ thời vua Tự Đức trở về trước, do những quan điểm riêng mà các vị vua nhà Nguyễn đều không chấp nhận việc chụp ảnh này. Như vậy có thể coi Đồng Khánh là vị vua đầu tiên cho phép thợ ảnh chụp ảnh mình.
Trong sinh hoạt thường ngày, nhà vua hay chú ý đến ngoại diện, thường chăm sóc trang điểm. F. Baille kể lại trong bài " Les Annamite " như sau: 
Hàng ngày, một toán cung phi được chọn trong tất cả đẳng cấp phục dịch đức vua. Ba mươi người chia nhau canh gác xung quanh hậu cung của ngài, năm nàng luôn ở bên cạnh ngài, luân phiên săn sóc, trang điểm cho ngài. Các nàng thay quần áo cho ngài, chải chuốt bộ móng tay dài hơn ngón tay, thoa dầu thơm, vấn khăn lụa vòng quanh đầu ngài. Sau cùng chú ý đến từng chi tiết nhỏ nhặt xung quanh ngài sao cho thật hoàn hảo, năm cung phi này cũng kiêm lo hầu cơm nước cho đức vua.
Theo Kể chuyện các vua Nguyễn, vua Đồng Khánh thích xem hát bội. Nhà vua đặt tên cho các cung phi sủng ái của mình theo các vị thuốc bắc trong vở hát đặc biệt yêu thích "Vạn Bửu trình tường" như: Đại Hoàng, Nhân Sâm, Cam Thảo...

## Qua đời và việc kế vị

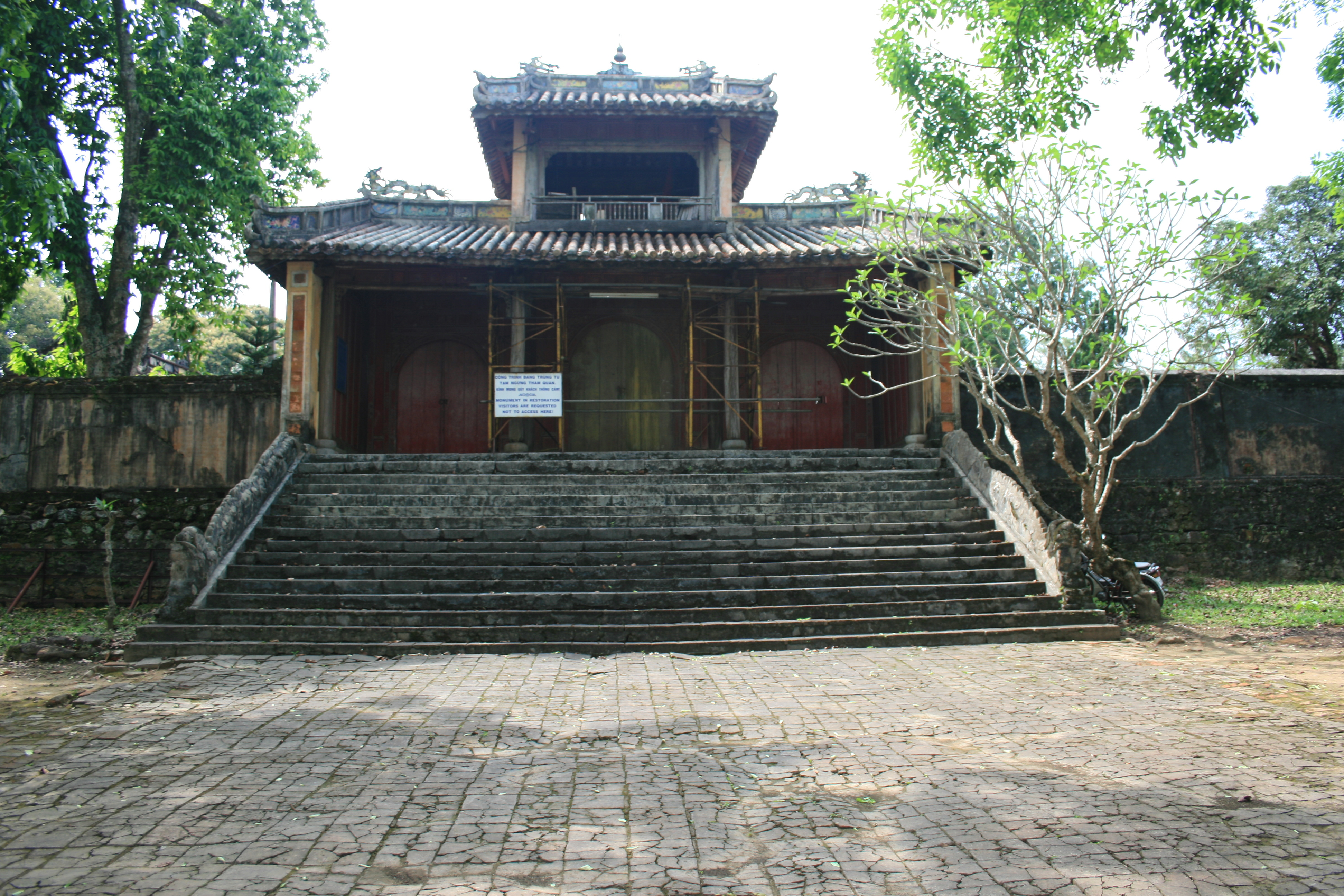
Lăng Đồng Khánh, hay Tư Lăng.

Vì biết rằng mình không thể sống lâu, vua Đồng Khánh rất thích đọc các sách về kinh dịch, bói toán, tìm hiểu những điều huyền bí. Khi còn là hoàng tử, vì muốn biết khi nào được lên ngôi và trị vì như thế nào, nhà vua đã cầu xin Thánh Mẫu Thiên Y A Na ở đền Ngọc Trản cho biết và nữ thần đã đoán đúng ngày vua lên ngôi. 
Tháng 3 năm 1886, nhà vua cho đổi đền nữ thần Ngọc Trản thành điện Huệ Nam (có nghĩa là ban ân cho nước Nam). Nhà vua tự nhận là đồ đệ của Thánh Mẫu và gọi bà là "chị", lại sắc cho bộ Công treo biển ngạch treo ở điện, bộ Lễ mỗi năm hai kỳ (mùa Xuân và mùa Thu) phải cử một vị quan đại diện triều đình đến nơi để dâng đồ lễ...
Cuối năm 1888, Đồng Khánh mắc một bệnh lạ, mà các bộ sử của nhà Nguyễn đều không ghi rõ là căn bệnh gì. Ông không ăn uống gì được, thỉnh thoảng lên cơn sốt, nhức nhối trong người và thường mơ thấy ác mộng. Các quan ngự y không ai chữa được, kẻ thì bị cách chức, người bị bỏ ngục. Tổng Trú sứ Rheinart gợi ý nhà vua nhờ tới bác sĩ Pháp, và ông Cotte đang ở cửa Thuận An được triệu vào cung, nhưng việc chẩn trị cũng không có kết quả. Trong báo cáo gửi cho Toàn quyền Đông Dương, Rheinart mô tả về bệnh tình của Đồng Khánh như sau:
Sáng ngày 27, tôi cho đi hỏi tin tức Nhà vua và được trả lời rằng đêm trước tình hình rất tệ. Nhà vua đã nôn, nấc và đã bất tỉnh trong nhiều giờ, rất đáng lo và sợ một vụ đầu độc luôn đáng ngờ trong chốn đầy mưu mô ở triều đình, tôi năn nỉ để một trong các bác sĩ của chúng ta khám bệnh cho Nhà vua. Những sự vận động đầu tiên đã không thể đạt mục đích, vì các thành kiến quá nặng nề không dễ để người ta nhường bước. Cuối cùng, khoảng 2 giờ, người ta báo cho tôi rằng Nhà vua đã muốn ăn một chút cơm và lại mệt ngay sau đó và rằng Nhà vua đã chấp nhận sự chăm sóc của chúng ta...
Trong cuốn Souvenir d’Annam (1886-1890) của Baille - nguyên Công sứ Pháp tại Huế, xuất bản ngay trong năm 1890 cũng có chi tiết nói về chuyện này, dịch ra tiếng Việt như sau:
Các thầy thuốc An Nam đã hết phương chữa trị. Cáu giận, nhà vua đã thẳng tay sa thải họ, trừng phạt họ, sai tống giam họ và tuyên bố sẵn sàng chấp nhận những lời tư vấn của một bác sĩ Pháp.
Tuy sức khỏe suy yếu nhưng Đồng Khánh vẫn gắng gượng xử lý việc triều chính, lệnh các nơi dâng tấu vẫn theo lệ thường. Các quan trong triều xin đình chỉ việc dâng sớ để nhà vua giữ gìn sức khỏe, ông đáp rằng:
Việc nước còn nhiều quan hệ khẩn yếu, trẫm lấy làm lo, nên không thể không cố gắng.
Sau gần 2 tuần nhuốm bệnh, đến ngày 26 tháng 1 năm 1889, bệnh trở nặng. Ngày 28 tháng 1 năm 1889 (âm lịch ngày 27 tháng 12 năm Mậu Tý), lúc 8 giờ tối, Đồng Khánh băng hà ở điện Càn Thành, hưởng dương 24 tuổi, trị vì được 3 năm. Theo một số người thuật lại, nhà vua phát bệnh là vì ám ảnh bởi cái chết của Phan Đình Bình trước đó. Căn cứ báo cáo ngày 30 tháng 1 năm 1889, nhà vua đã "qua đời vì cơn sốt rét ác tính và mọi ý nghĩ về cái chết bất đắc kỳ tử có lẽ phải dẹp bỏ, vì những biểu hiện quan sát được không cho phép đặt giả thiết rằng nhà vua là nạn nhân của một vụ đầu độc hình sự".
Vì các con của ông tuổi đều còn nhỏ chưa có nối ngôi được, các quan kéo nhau đến hỏi ý kiến của Tổng sứ Trung Bắc kỳ Pierre Paul Rheinart. Bấy giờ Phan Đình Bình bị chết, con gái ông là bà Vương phi Phan Thị Điều cùng con trai tức Hoàng tử Bửu Lân bị đưa đi quản thúc ở nhà Trấn Vũ phía đông kinh thành. Khi đó, thông ngôn Diệp Văn Cương là em rể của Dục Đức cố tình dịch sai lời nói của Khâm sứ Rheinart, để giúp Bửu Lân lên ngôi vua, tức là vua Thành Thái.
Ngày 15 tháng 2, triều đình rước quan tài vua Đồng Khánh tới điện Phụng An. Ngày 16 tháng 1 làm lễ thành phục. Ngày 25 tháng 1, đặt thụy hiệu là Hoằng Liệt Thông Thiết Mẫn Huệ Thuần Hoàng Đế (弘烈聰哲敏惠純皇帝), miếu hiệu là Cảnh Tông (景宗).
Vua Đồng Khánh có sáu người con trai, nhưng chỉ có Hoàng trưởng tử là Bửu Đảo sống qua tuổi trưởng thành. Năm 1916, Bửu Đảo mới được lập lên ngôi, tức là vua Khải Định. Truy thụy cho vua cha là Phối Thiên Minh Vận Hiếu Đức Nhân Vũ Vĩ Công Hoằng Liệt Thông Thiết Mẫn Huệ Thuần Hoàng Đế (配天明運孝德仁武偉功弘烈聰哲敏惠純皇帝), miếu hiệu là Cảnh Tông (景宗).

## Đánh giá, di sản

### Đánh giá

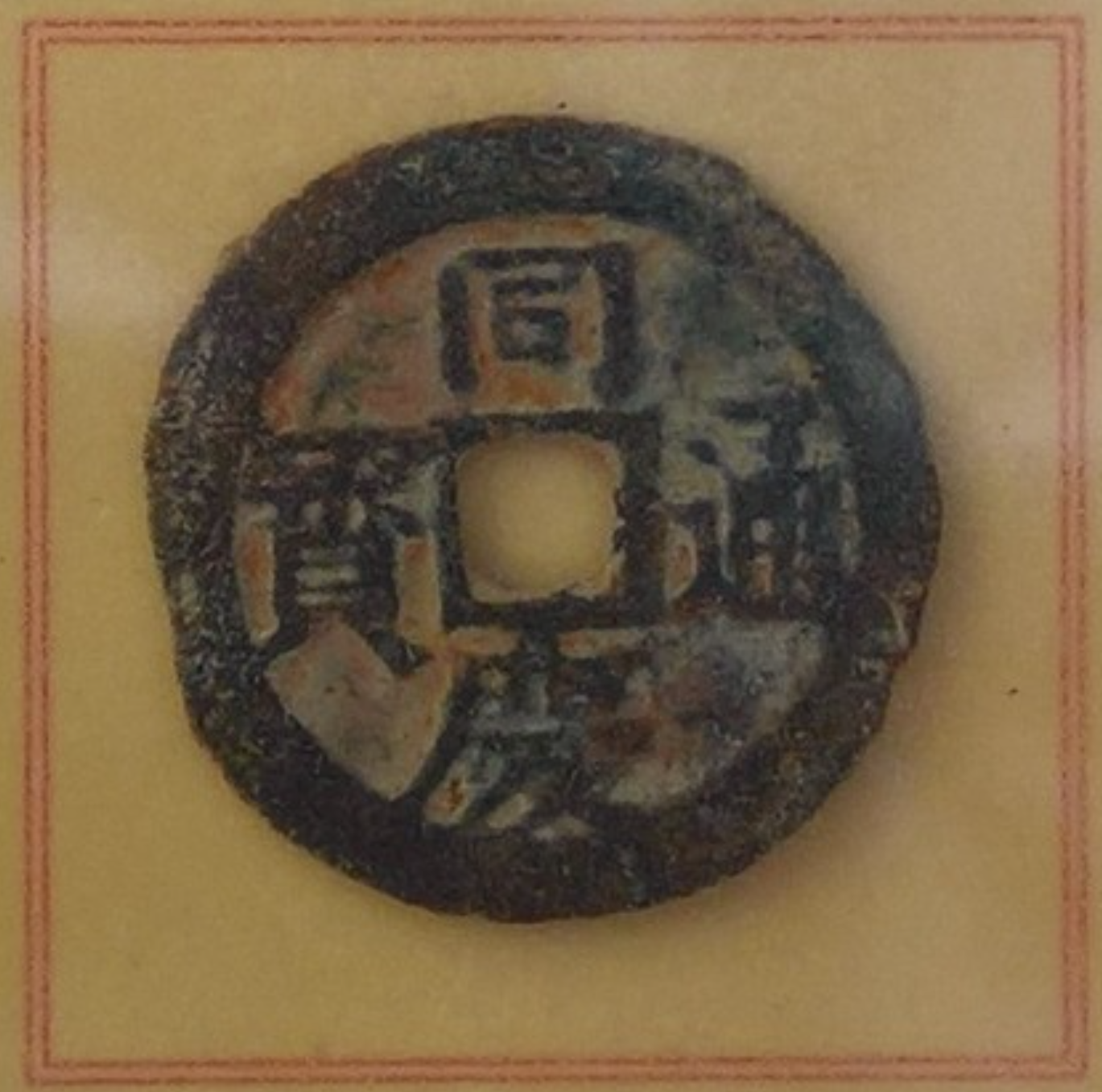
Tiền Đồng Khánh thông bảo.

Vua Đồng Khánh là vị vua gây nhiều tranh cãi với nhiều góc nhìn nhận khác nhau của mỗi một chế độ.
Trong con mắt các nhà Sử học theo quan điểm chế độ Cộng Hòa Xã Hội Chủ Nghĩa Việt Nam, Vua là một ông vua xu nịnh người Pháp trong khi theo chính sử chép của Sử quan nhà Nguyễn cũng như các nhà Sử học như Trần Trọng Kim và các nhà Sử học theo chế độ Việt Nam Cộng Hòa, Vua được đánh giá là một vị vua sáng suốt, thông minh, vì nước, vì dân, ngặt vì tình thế và thọ mệnh không dài mà sự nghiệp của Vua cũng như vận mệnh của một Quốc gia còn nhiều điều phải tiếc nuối.
Theo sử quan nhà Nguyễn:
Vua là người sáng suốt, quả cảm, cương quyết, lanh lợi, để chí về trung hưng, mọi người đương có hy vọng như Tuyên vương nhà Chu, thế mà không được sống lâu, không thành được việc lớn, đáng tiếc thay! 
Cảnh Tông Thuần Hoàng đế, tư chất hơn bậc thượng triết; vận hội gặp buổi trung hưng, khôi phục ngôi cao, cả nhận mệnh lớn, kính trời đất, làm lễ Nam Giao; theo tổ tiên giữ hiến chương cũ. Phụng thờ Hoàng Thái hậu, hiếu thảo một lòng, đối xử với họ hàng, ơn ban khắp cả; lấy lễ độ đối đãi bề tôi, dùng khoan hòa trị yên dân chúng, thân ra chiến trận, công võ hiển dương; sửa lệ bang giao, lân hiếu càng hậu; xem tờ can gián, nêu thưởng kẻ trung ngôn; nghe giảng kinh diên, biết rộng đạo hiền thánh. Yêu dân chăm việc; trị ngục hoãn hình, cùng là mở rộng khoa thi, gia ơn cho sĩ tử; tha số thuế thiếu, để vỗ yên nhân dân; gặp khánh tiết thì ban ân, cứ đầu xuân là thưởng khắp.
Trước 1975, tên vua được đặt cho một đại lộ tại Sài Gòn, nay là đường Trần Hưng Đạo tại Quận 5 cũng như hai trường phổ thông nổi tiếng tại Hà Nội và Huế - Trường Nữ sinh Đồng Khánh nhằm vinh danh ông
Một trong những công trạng lớn nhất của vua Đồng Khánh khi ở ngai vàng là đòi lại kho báu của triều đình Nhà Nguyễn bị Pháp cướp đi sau khi Kinh thành Huế thất thủ. Chính phủ Pháp đồng ý trao trả lại 1/2 số vàng bạc và báu vật cướp được. Triều đình Huế yêu cầu người Pháp ưu tiên trả lại ấn triện, sách vàng và những đồ thờ tự bằng vàng bạc mang tính quốc bảo, vì thế mà hiện nay, Việt Nam vẫn còn giữ lại được khá nguyên vẹn các bảo vật của triều Nguyễn
Về phía Cộng hòa xã hội chủ nghĩa Việt Nam, Tiến sĩ Phan Viết Dũng đánh giá Đồng Khánh là một ông vua bù nhìn vì quyền lợi của mình mà luồn cúi với người Pháp, bán rẻ quyền lợi của dân tộc. Về chủ trương chiêu dụ của Đồng Khánh đối với phong trào Cần Vương, tác giả cho rằng:
Chủ trương phủ dụ của Đồng Khánh là chiêu bài xảo trá, âm mưu nhanh chóng tiêu diệt lực lượng Cần Vương hòng dập tắt phong trào yêu nước của nhân dân chống thực dân Pháp và triều đình thân Pháp để củng cố một vương triều vì lợi ích của ông vua bù nhìn. Với chủ trương này ông vua bù nhìn Đồng Khánh ngày càng bộc lộ bản chất nhu nhược, thần phục ách đô hộ của thực dân Pháp để lại một vết nhơ trong lịch sử.
Hầu hết các sử sách của Việt Nam sau 1945 thường đánh giá ông như một ông vua phản động, thân Pháp, vì quyền lợi của riêng mình mà cam tâm làm bù nhìn, tay sai cho ngoại bang.

### Di sản
Lăng của Đồng Khánh là Tư Lăng (思陵), tại làng Dương Xuân Thượng, huyện Hương Thủy, tỉnh Thừa Thiên, phía Tây núi Khiêm sơn, cách Khiêm lăng 500m và cách kinh thành 6,5 km về phía Nam. Ông được thờ tại Tả Tam Án ở Thế Miếu và Tả Tam Án điện Phụng Tiên trong Đại Nội kinh thành Huế. Vốn là khi ông qua đời, vì kinh tế kiệt quệ nên vua Thành Thái đã lấy điện Trung Tư vừa xây xong đổi thành điện Ngưng Hy để thờ tiên vương, và an táng ông trên đồi Hộ Thuận cách đó 300m về phía Tây và đặt tên khu vực này là Tư lăng. Đến năm 1916, vua Khải Định cho tu sửa điện Ngưng Hy gồm một chánh tịch và một tiền tịch, các công trình phụ trợ có Tả, Hữu Phối điện ở phía trước, Tả, Hữu Tùng viện và Kiều gia ở phía sau. Khu vực lăng mộ được Âu hóa hoàn toàn hơn với Bi đình là theo kiểu kiến trúc romance pha trộn đường nét Á Đông.
Tại Paris, ngày 24 tháng 11 năm 2010, một bức tranh của vua Hàm Nghi được tìm thấy và được đem bán đấu giá. Qua một cuộc bán đấu giá khác của Sotheby, một bức tranh vẽ "Đại nội Huế" cũng đã được bán. Đây có thể là tác phẩm của vua Đồng Khánh, với bút danh ký trên tác phẩm là Ưng Mông. Như vậy, về mặt niên đại, vua Đồng Khánh đã vẽ tranh cách ngày nay ít nhất 127 năm, trước vua Hàm Nghi. Vua Hàm Nghi chỉ bắt đầu đi vào hội họa sau khi ông từ Alger sang Paris và được xem một cuộc triển lãm hội họa của Gauguin (1899), tức là đúng mười năm sau khi vua Đồng Khánh mất.
Phố Hàng Bài ở Hà Nội sau khi được người Pháp quy hoạch đã lấy tên Đồng Khánh. Sau năm 1945 mới đổi trở lại tên Hàng Bài.
Ở Sài Gòn trước năm 1975 có một đại lộ được đặt tên Đồng Khánh. Đến năm 1976 đổi tên là đường Trần Hưng Đạo B, nay thuộc địa bàn quận 5.
Niên hiệu Đồng Khánh còn được dùng để đặt tên cho một số ngôi trường ở Việt Nam:
- Trường Nữ sinh Đồng Khánh tại Hà Nội, nay là Trường Trung học Cơ sở Trưng Vương.
- Trường Nữ sinh Đồng Khánh tại Huế, nay là Trường Trung học Phổ thông Hai Bà Trưng. Trường được thành lập vào năm 1917 với sự hiện diện của vua Khải Định và các quan chức Pháp ở Đông Dương lúc bấy giờ. Đây là ngôi trường nữ đầu tiên và duy nhất dành cho nữ sinh cả 13 tỉnh Trung Kỳ thời đó.[83]

## Gia quyến
- Cha: Nguyễn Phúc Hồng Cai (阮福洪侅), truy phong Thuần Nghị Kiên Thái vương (純毅堅太王).
- Mẹ: Bùi Thị Thanh (裴氏清), truy phong Thuần Nghị Kiên Thái Vương phi (純毅堅太王妃).

### Hậu phi
| Phong hiệu                              | Tên                 | Sinh mất                                   | Ghi chú |
| --------------------------------------- | ------------------- | ------------------------------------------ | --- |
| Phụ Thiên Thuần Hoàng hậu (輔天純皇后)  | Nguyễn Hữu Thị Nhàn | 22 tháng 12 năm 1870 – 9 tháng 11 năm 1935 | Con gái thứ hai của Vĩnh Lại Quận công, Cơ mật viện Đại thần Nguyễn Hữu Độ. Đồng Khánh lên ngôi phong làm Hoàng quý phi đứng đầu hậu cung. Năm 1916, Khải Định tôn bà làm Khôn Nguyên Hoàng thái hậu (坤元皇太后), còn gọi là Đức Thánh Cung.                           |
| Hựu Thiên Thuần Hoàng hậu (佑天純皇后） | Dương Thị Thục      | 18 tháng 4 năm 1868 – 17 tháng 9 năm 1944  | Con gái của Phú Lộc Quận công Dương Quang Hướng, sơ phong Tiệp dư. Mẹ của Hoàng trưởng tử Bửu Đảo, tức vua Khải Định. Năm 1916, Khải Định tấn tôn bà làm Hoàng thái phi. Năm 1924, bà được tấn tôn làm Khôn Nghi Hoàng thái hậu (坤儀皇太后), còn gọi là Đức Tiên Cung. |
| Nhất giai Quý phi (一階貴妃)            | Nguyễn thị          | ? – 1885                                   | Chánh thất của Đồng Khánh khi ông còn là Kiên Giang Quận công. Mất sau khi vua đăng cơ không lâu. Đồng Khánh truy tặng làm Nghĩa tần (義嬪). Khải Định truy phong Nhất giai Quý phi (一階貴妃). Mẹ của hoàng trưởng nữ Ngọc Lâm Công chúa Dĩ Ngu.                       |
| Nhị giai Quan phi (二階觀妃)            | Trần Đăng Thị Đồng  |                                            | Đồng Khánh lên ngôi tấn phong làm Quan phi (觀妃) (còn đọc là Quán phi). Do lời nói, cử chỉ thô tục, đã từng răn dạy mà không chịu sửa đổi, bị giáng làm Tùy tần (隨嬪) ở hàng Ngũ giai. Năm 1919, Khải Định cho bà được phục vị Quan phi. Mẹ của An Hóa công Bửu Tủng. |
| Nhị giai Giai phi (二階佳妃)            | Phan Văn thị        |                                            | Đồng Khánh lên ngôi tấn phong Giai phi (佳妃), được ban quyền coi quản Lục viện phụ giúp Hoàng quý phi. Do quản viện Thượng trân mà để thất thiếu các vật phẩm, lại giả ốm trễ nải nên bị giáng làm Bát giai Mỹ nhân.                                                   |
| Tam giai Chính tần (三階正嫔)           | Hồ Văn thị          |                                            | Năm 1885 được phong Chính tần (正嬪). Năm 1887, do không chăm lo công việc bị giáng làm Mỹ nhân. |
| Tam giai Nghi tần (宜嬪)                | Nguyễn Văn thị      |                                            | Năm 1885 được phong Nghi tần (宜嬪). Năm 1887, do tính tình thô bạo, tham lam, đố kị đủ cả, khi giao tiếp với cung nhân luôn tỏ ra bất thuận không nghe theo đức ý, bị giáng làm Tài nhân.                                                                              |
| Tứ giai Dự tần (四階豫嬪)               | Trần Văn thị        |                                            | Năm 1885 được phong Dự tần (豫嬪). |
| Lục giai Tiệp dư (六階婕妤)             | Hồ Thị Quy          |                                            | Sinh được 3 hoàng nữ: Hỷ Duyệt, Ngọc Sơn Công chúa Dĩ Hy, Nhu Hỉ. Không rõ năm sách phong. |
| Lục giai Tiệp dư                        | Mai Văn thị         |                                            | Năm 1885 được phong Tiệp dư. |
| Thất giai Quý nhân (七階貴人)           | Nguyễn Văn thị      |                                            | Năm 1885 được phong Quý nhân. |
| Bát giai Mỹ nhân (八階美人)             | Nguyễn Hữu thị      |                                            | Năm 1885 được phong Mỹ nhân. Năm 1887, do tính khinh nhờn nên bị giáng xuống làm Cung nhân. |
| Cửu giai Tài nhân (九階才人)            | Trịnh Văn thị       |                                            | Năm 1885 được phong Tài nhân. Năm 1887, do tính khinh nhờn nên bị giáng xuống làm Cung nhân. |
| Tài nhân vị nhập giai (才人未入階)      | Mai thị             |                                            | Năm 1885 được phong Tài nhân vị nhập giai (Tài nhân chưa xếp vào giai thứ). |
| Nữ quan                                 | Nguyễn Thị Điền     |                                            | Năm 1887, lấy trộm áo ngự, bộ Hình nghị tội xử trảm. Vua cho đổi thành án xử giảo, thi hành ngay lập tức. |
| Cung nhân                               | Bá Hiệp             |                                            | Sinh hoàng nữ Hân Hân. |
| Cung nhân                               | Lưu Ngân            |                                            | Đồng Khánh trước đây chuẩn cho ban hôn với ngự y Nguyễn Bá Khánh để thưởng công lao chữa bệnh của ông. Năm bà 17 tuổi thì vua mất, mãn tang vua thì bà tái hôn với ông Khánh.                                                                                           |

### Hậu duệ
Theo Nguyễn Phúc tộc thế phả, vua Đồng Khánh có 6 hoàng tử và 4 hoàng nữ. Hoàng tộc lược biên của dòng họ Nguyễn Phúc lại chép rằng, vua có đến 6 hoàng nữ, song không kể tên của họ:
| Số thứ tự | Tước hiệu | Thụy hiệu | Tên | Sinh mất | Mẹ | Ghi chú |
| --------- | --- | --- | --- | --- | --- | --- |
| Hoàng tử  | | | | | | |
| 1         | Hoằng Tông Hoàng đế (弘宗皇帝) | Tuyên Hoàng đế (宣皇帝) | Nguyễn Phúc Bửu Đảo (阮福寶嶹) | 8 tháng 10 năm 1885 – 6 tháng 11 năm 1925                                                                                              | Hựu Thiên Thuần Hoàng hậu | Hoàng đế thứ 12 của nhà Nguyễn. |
| 2         | An Hóa Quận vương (安化郡王) | Đôn Chính (敦正) | Nguyễn Phúc Bửu Tủng (阮福寶𡾼) | 1885/1886 – 1900 | Quán phi Trần Đăng Thị Đồng | Mất sớm. Khải Định truy tặng An Hóa công (安化公). Bảo Đại truy tặng làm An Hóa Quận vương (安化郡王).                                 |
| 3         | | | Nguyễn Phúc Bửu Nguy (阮福寶巍) | Tảo thương | Phụ Thiên Thuần Hoàng hậu | |
| 4         | | | Nguyễn Phúc Bửu Nga (阮福寶峨) | Tảo thương | Phụ Thiên Thuần Hoàng hậu | |
| 5         | | | Nguyễn Phúc Bửu Khát (阮福寶嶱) | Tảo thương | Hựu Thiên Thuần Hoàng hậu | |
| 6         | | | Nguyễn Phúc Bửu Quyền (阮福寶巏) | Tảo thương | Quán phi Trần Đăng Thị Đồng | |
| Hoàng nữ  | | | | | | |
| 1         | Ngọc Lâm Công chúa (玉林公主) | Mỹ Thục (美淑) | Nguyễn Phúc Dĩ Ngu (阮福以娛) | 1885 – 16 tháng 9 năm 1942 | Quý phi Nguyễn thị | Lấy Nguyễn Hữu Tý, con trai thứ của Vĩnh Quốc công Nguyễn Hữu Độ.                                                                      |
| 2         | Ngọc Sơn Công chúa (玉林公主) | Trang Nhã (莊雅) | Nguyễn Phúc Dĩ Hy (阮福以嬉) | không rõ | Tiệp dư Hồ Thị Quy | Lấy Nguyễn Hữu Thiển, con trai thứ của Đông Các Đại học sĩ Nguyễn Hữu Thảng. Mất sớm khi mới khoảng 20 tuổi.                           |
| 3         | Các hoàng nữ Hỷ Duyệt, Nhu Hỷ (con của Tiệp dư Hồ thị), Hân Hân (con của cung nhân Bá Hiệp) mất sớm, đều không được chính sử nhắc đến. | Các hoàng nữ Hỷ Duyệt, Nhu Hỷ (con của Tiệp dư Hồ thị), Hân Hân (con của cung nhân Bá Hiệp) mất sớm, đều không được chính sử nhắc đến. | Các hoàng nữ Hỷ Duyệt, Nhu Hỷ (con của Tiệp dư Hồ thị), Hân Hân (con của cung nhân Bá Hiệp) mất sớm, đều không được chính sử nhắc đến. | Các hoàng nữ Hỷ Duyệt, Nhu Hỷ (con của Tiệp dư Hồ thị), Hân Hân (con của cung nhân Bá Hiệp) mất sớm, đều không được chính sử nhắc đến. | Các hoàng nữ Hỷ Duyệt, Nhu Hỷ (con của Tiệp dư Hồ thị), Hân Hân (con của cung nhân Bá Hiệp) mất sớm, đều không được chính sử nhắc đến. | Các hoàng nữ Hỷ Duyệt, Nhu Hỷ (con của Tiệp dư Hồ thị), Hân Hân (con của cung nhân Bá Hiệp) mất sớm, đều không được chính sử nhắc đến. |

Bà Trần Lệ Xuân, tức Madame Nhu, Đệ nhất Phu nhân của chính quyền Việt Nam Cộng hòa từ 1955 đến 1963, là cháu gọi vua Đồng Khánh bằng ông cố (bà Thân Thị Nam Trân mẹ bà Nhu là cháu gọi vua Đồng Khánh là ông ngoại).

## Danh sách nguồn
- Tôn Thất Bình (1993), Đời sống cung đình triều Nguyễn, Nhà Xuất bản Thuận Hóa.
- Quốc sử quán triều Nguyễn, Quốc triều chính biên toát yếu (Cao Xuân Dục chủ biên, 1908), bản điện tử.
- Quốc sử quán triều Nguyễn (2006), Đại Nam thực lục chính biên tập 8, Nhà Xuất bản Giáo dục, bản điện tử.
- Quốc sử quán triều Nguyễn (2006), Đại Nam thực lục chính biên tập 9, Nhà Xuất bản Giáo dục, bản điện tử.
- Quốc sử quán triều Nguyễn (1997), Đại Nam thực lục chính biên - Đệ lục kỷ I (1885 - 1886), Nhà Xuất bản Khoa học Xã hội, Hà Nội.
- Hội đồng trị sự Nguyễn Phúc Tộc (1995), Nguyễn Phúc Tộc thế phả, Nhà Xuất bản Thuận Hóa.
- Nguyễn Khắc Thuần (1995), Thế thứ các triều vua Việt Nam, Nhà Xuất bản Giáo dục, bản điện tử.
- Quốc sử quán triều Nguyễn (2006), Đại Nam liệt truyện tập 4, Nhà Xuất bản Thuận Hóa.
- Quốc sử quán triều Nguyễn, Đồng Khánh Khải Định chính yếu, Nhà Xuất bản Thời đại.
- Trần Trọng Kim (1971), Việt Nam sử lược, Trung tâm Học liệu Xuất bản thuộc Bộ Giáo dục.
- Phạm Văn Sơn (1962), Việt sử tân biên, quyển 5 (tập 5 thượng), Tác giả giữ bản quyền.
- Phạm Văn Sơn (1962), Việt sử tân biên, quyển 6 (tập 5 hạ), Tác giả giữ bản quyền.
- McAleavy, H., Black Flags in Vietnam: The Story of a Chinese Intervention (New York, 1968).
- Thomazi, A., La conquête de l'Indochine (Paris, 1934).
- Tôn Thất Cổn (1943), Hoàng tộc lược biên, Nhà Xuất bản Nguyễn Phước.
- Trần Quỳnh Cư, Trần Việt Quỳnh (2006), Các đời vua chúa nhà Nguyễn: Chín chúa, Mười ba vua, Nhà Xuất bản Thuận Hóa, 2006.
- Đinh Xuân Lâm-Nguyễn Văn Khánh-Nguyễn Đình Lễ, Đại cương lịch sử Việt Nam (tập 2). Nhà Xuất bản Giáo dục, 2006.
- Tạp chí Nghiên cứu và Phát triển, số 4 (130). 2016.
- Đặng Việt Thủy, Đặng Thành Trung (2008), 54 vị hoàng đế Việt Nam, Nhà Xuất bản Quân đội Nhân dân.
- Quỳnh Cư, Đỗ Đức Hùng (2005), Các triều đại Việt Nam, Nhà Xuất bản Thanh niên.
- PGS Lê Trung Vũ, PGS Lê Hồng Lý, Lễ hội Việt Nam, Nhà Xuất bản Văn hóa Thông tin.